# Varptyngd väv

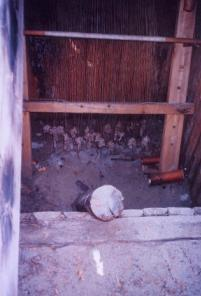
Stående vävstol från Gene med varptyngder, sedd bakifrån.

Varptyngd väv även kallad oppstadgogn är en typ av stående vävstol, där varpen sträcks med hjälp av tyngder som fästs i dess nedre del. Konstruktionen är mycket gammal och var den vanligaste formen av vävstol i Europa fram till den romerska expansionen. Den ersattes efter hand av andra typer av vävstolar, men levde kvar i delar av Skandinavien in i modern tid.

## Historia
Varptyngda vävar anses ha varit speciellt knutna till tillverkningen av ylletyger i det antika Grekland och det finns tidiga avbildningar på grekiska vaser från 700-talet till 500-talet f.Kr. Dessa visar ofta två personer stående vid vävstolen. Den var vanlig i hela Europa, men ersattes under tidigkristen tid av andra typer av vävstolar i de områden som var under romerskt inflytande. Vävstolar med horisontell väv började användas i norra Europa under vikingatid och tidig medeltid, men varptyngda vävar levde ändå kvar i exempelvis Norge och Island ända fram i modern tid.

## Konstruktion
Vävstolen består av två ståndare som bär upp en vävbom, där varpen är fästad med hjälp av ett brickband eller en snodd. Ställningen lutas oftast mot en vägg, eftersom en lätt lutning bakåt är nödvändig för att det ska bildas ett skäl. Varpen sträcks genom att den delas upp i knippen i vars nederkant man hänger jämnstora tyngder. Vävtyngderna, tillverkade av bränd eller obränd lera, är ofta den enda bevarade delen av upprättstående vävar som hittas i arkeologiska sammanhang. En del av varpen får falla rakt ner, medan resten vilar på en käpp i nedre delen av vävstolen. På detta sätt bildas ett naturligt skäl där inslaget förs in. Skälet växlas med hjälp av ett eller flera skaft med fastknuten solv som lyfts uppåt-framåt och fästs i klykor på ståndarna. Man väver uppifrån och ner och inslaget packas uppåt med hjälp av ett så kallat vävsvärd.